# Гедросия

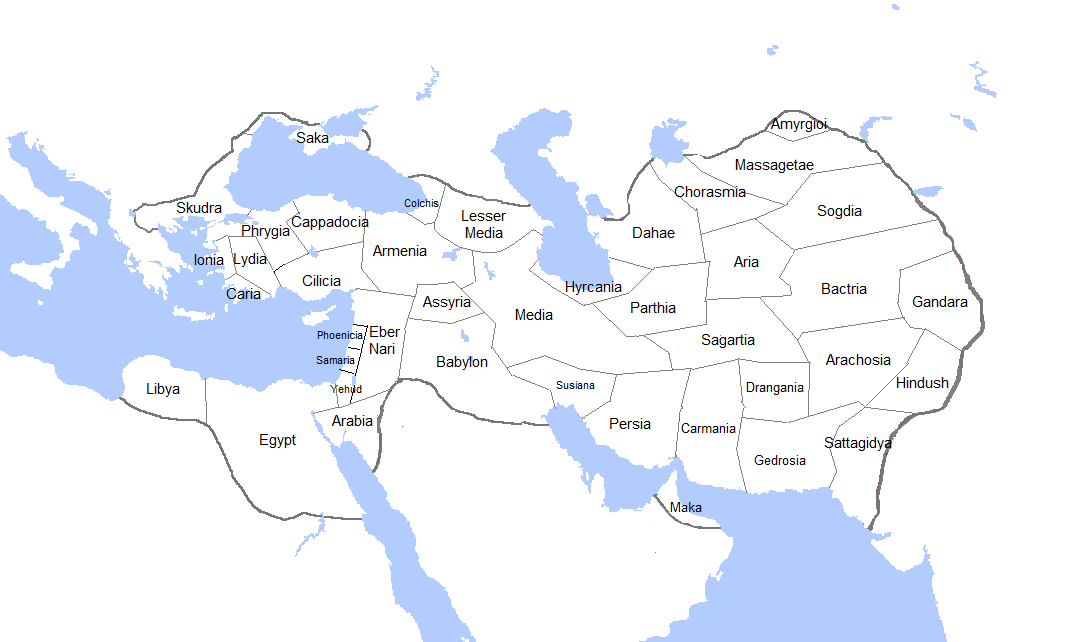
Гедросия на карте сатрапий империи Ахеменидов

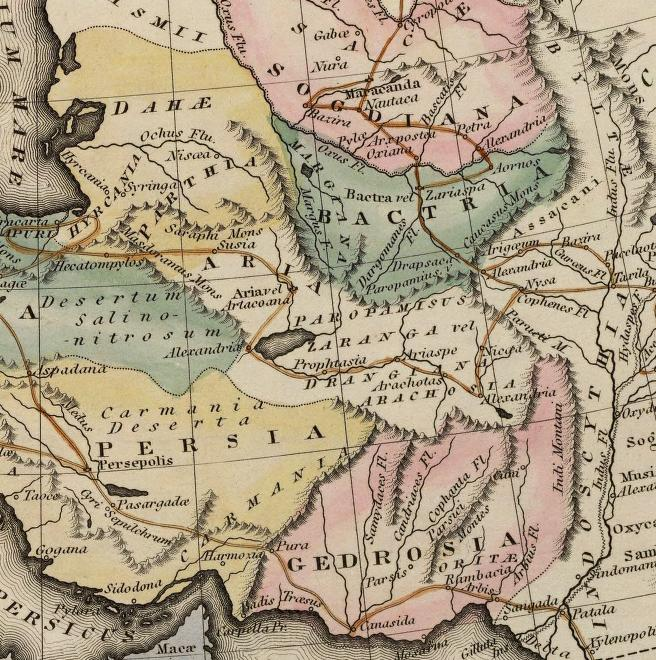
Карта маршрута Александра Македонского в Гедрозии

Гедро́сия  (др.-греч. Γεδρωσία), Гедрозия, Гадросия — древнее название сухого горного региона на юге современного Ирана и Пакистана.
В других источниках, древняя Гедрозия или Мекран (Mekrân), у древних береговая область (береговая земля) Ирана одна из восточные провинций Персидского царства, приблизительно нынешний Белуджистан. Этот регион был одной из сатрапий в империи Ахеменидов.

## История
Гадросия (Gadrosĭa, Γαδρωσία), впоследствии также Гедрозия (Gedrosia, Γεδρωσία), область персидской провинции Арианы (ἡ Ἀριανή), на конец столетия в Белуджистане, граничила на западе с Карманиею, на севере с Дрангианою и Арахосиею, на востоке с Индиею, на юг с Эритрейским морем.
На юге Гедросия была ограничена Оманским заливом, на востоке — Индом, на севере — Арахозией и Дрангианой, а на западе — Карманией. Гедросия простиралась к востоку от Исфахана на территории современного Белуджистана.
Вдоль морского берега эта страна песчана, бесплодна и суха, а её внутренняя часть, напротив того, довольно плодородна и хорошо орошена. Главный город назывался Пура (Рurа, Ποῦρα), другой город Рамбакия (Rhambacĭa, Ῥαμβακία).
Эта страна  была покорена Александром «Македонским» лишь на время, и в Рамбакии он основал колонию.
В 325 году до нашей эры, возвращаясь из похода в Индию (отступая из Индии), греческий воинский начальник Александр Македонский пересёк пустынные районы Гедросии. По данным историков, здесь из-за неблагоприятного климата он потерял три четверти своих солдат. Гедросия является одним из самых засушливых регионов мира, и сегодня здесь обитают лишь кочевые жители пустынь.

## Гипотезы
Джордж Роулинсон, ссылаясь на Геродота, связывал название Гедросии с племенем кадусиев. По другим источникам Гедросия была колонизирована скифскими кадусиями.